# 梅尔屈-加拉贝
梅尔屈-加拉贝（法語：Mercus-Garrabet）是法国阿列日省的一个市镇，位于该省中部，属于富瓦区。该市镇的总面积为14.79平方公里，2009年时的人口为1,199人。

## 人口
梅尔屈-加拉贝人口变化图示
| 数据来源：INSEE |